# Майкл Пелін
Майкл Едвард Пелін (англ. Michael Edward Palin; нар. 5 травня 1943, Шеффілд, Велика Британія) — британський комедійний актор, сценарист та письменник, один з шести учасників комік-групи Монті Пайтон. Командор Ордену Британської імперії. З 2009 по 2012 рік обіймав посаду президента Королівського географічного товариства.

## Фільмографія (актор)
- Буття Браяна за Монті Пайтоном, 1979
- Бразилія, 1985
- Рибка на ім'я Ванда, 1988
- Смерть Сталіна, 2017